# تقارن سه‌گانه

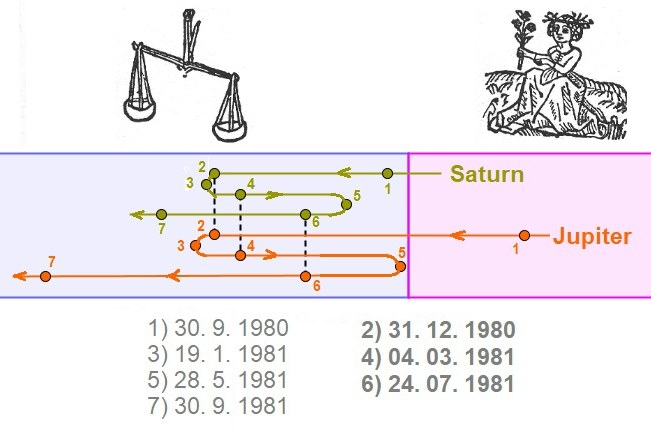
نمایی از جدول «تقارن سه‌گانه» در سال ۱۹۸۱. تقریباً با‌همان «بُعد»، مشتری و زحل برای چندماه، سه‌بار در آسمان به‌هم پیوستند.

تقارن سه‌گانه (به انگلیسی: Triple conjunction) یک واقعه فضایی است که در آن دو سیاره یا یک سیاره و یک ستاره، در یک فاصله کوتاه همدیگر را سه بار ملاقات می‌کنند، چه در حالت مقارنه خارجی و چه در حالت مقارنه داخلی (اگر شامل یکی از سیارات داخلی باشد).